# Fendi
Pour les articles homonymes, voir Fendi.
Fendi est une marque italienne de prêt-à-porter de luxe fondée en 1925 par Adele et Edoardo Fendi, dont la réputation repose sur son choix de chaussures et de fourrures. Depuis 2001, Fendi appartient à la division « Mode & Maroquinerie » du groupe français LVMH. Son siège social se trouve à Rome, dans le Palais de la civilisation italienne.
Fendi est aussi une marque de luxe connue pour ses sacs (notamment le sac Baguette conçu par Silvia Fendi, avec le logo dessiné par Karl Lagerfeld).
Des boutiques Fendi peuvent être trouvées partout dans le monde. Fendi a accédé au marché américain avec des magasins à New York, Bal Harbour, et le Galleria à Houston.

## Historique
L'histoire de cette marque, commence à Rome en 1925, quand le couple Adele et Edoardo Fendi décide de se spécialiser dans la fourrure et la maroquinerie. Les créations gagnent en popularité, dans les années 1940, d'abord à Rome, puis à l'étranger. La marque connait un véritable succès quand les cinq filles d’Adele et Edoardo Fendi adhèrent à l'affaire familiale. En 1965, elles recrutent Karl Lagerfeld, un jeune styliste allemand, comme le directeur artistique de la marque. Ce dernier est à l'origine du logo Fendi qui prend la forme de deux F renversés.
Fendi crée sa collection de prêt-à-porter pour femmes en 1977, sous la direction de Lagerfeld. En 1987, Fendi se lance dans les parfums.
Sylvia Fendi, la petite fille d'Adele et Edoardo crée le sac Baguette en 1997. En 1999, une coentreprise LVMH-Prada (Newco) reprend 51 % de Fendi, la famille Fendi se maintenant à 49 % dans le capital de la société,. La société ne possède en propre que quatre boutiques, et son nouveau propriétaire annonce vouloir « appliquer à Fendi le modèle que nous suivons avec Louis Vuitton ».
La famille Fendi achète en 2001, un palais du XVIIe siècle, à Rome. Le palazzo Fendi ouvre en 2016 avec boutique et atelier dédiés à la marque.
L'entreprise est dirigée par Pietro Beccari de 2012 jusqu'à fin 2017, et son directeur artistique est le couturier Karl Lagerfeld de 1965 à 2019.
Le 20 février 2018, LVMH annonce la nomination de Serge Brunschwig comme PDG. Pietro Beccari étant nommé PDG de Christian Dior Couture en novembre 2017.
A la mort de Karl Lagerfeld en février 2019, Silvia Venturini Fendi assure la direction artistique des collections hommes et, par interim, celle des collections femmes. En 2020, Kim Jones prend la direction artistique des collections femmes. Silvia Venturini Fendi reste directrice artistique des accessoires et de la collection homme. La collection inaugurale de Kim Jones est celle de l'automne-hiver 2021/2022.
En mai 2024, Fendi annonce son retour sur le marché du parfum avec une première collection de sept senteurs directement inspirées de ses origines.
En octobre 2024, LVMH a annoncé le départ de Kim Jones de Fendi.

## Galerie

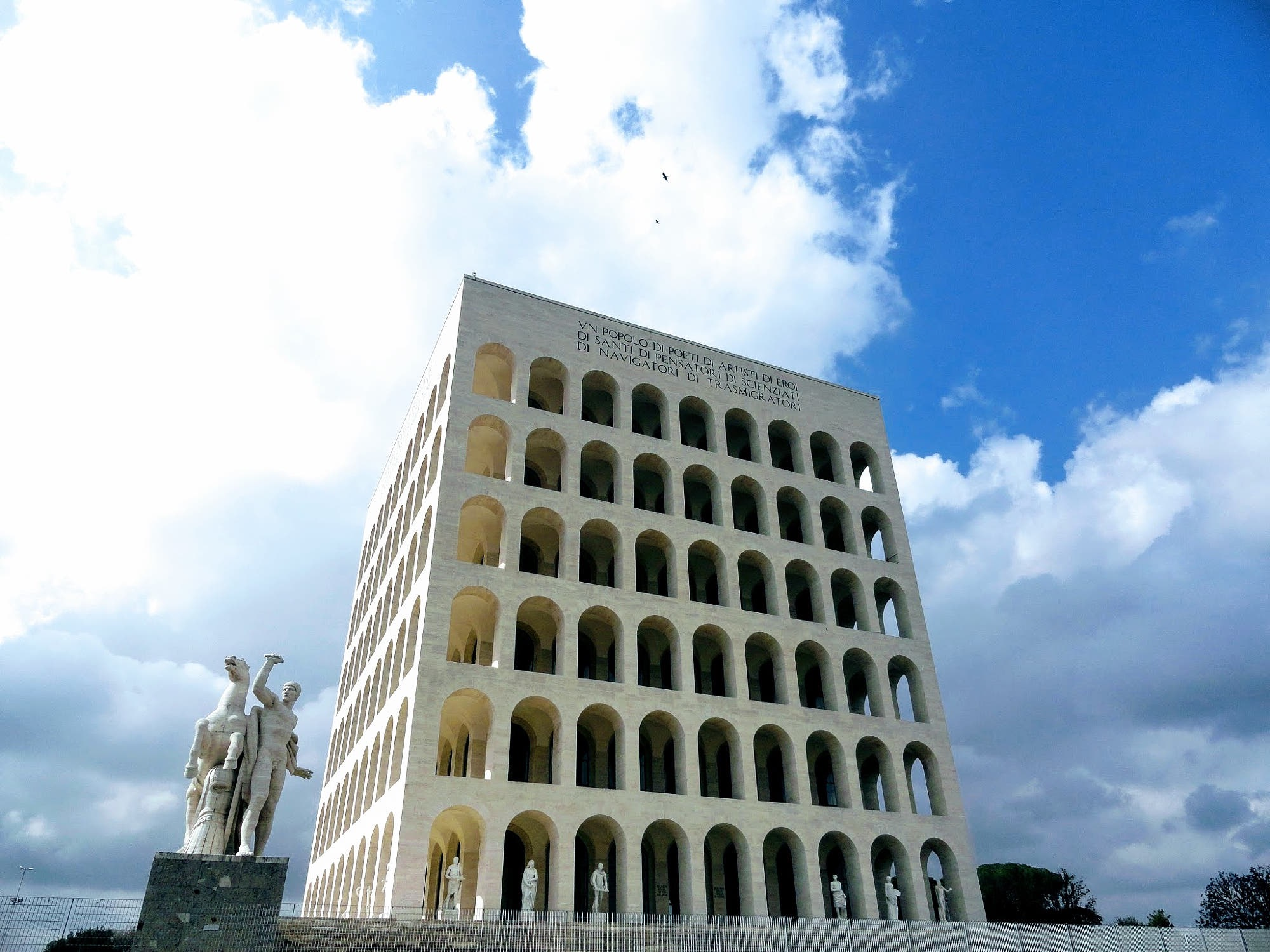
Bâtiment du siège de Fendi à Rome.
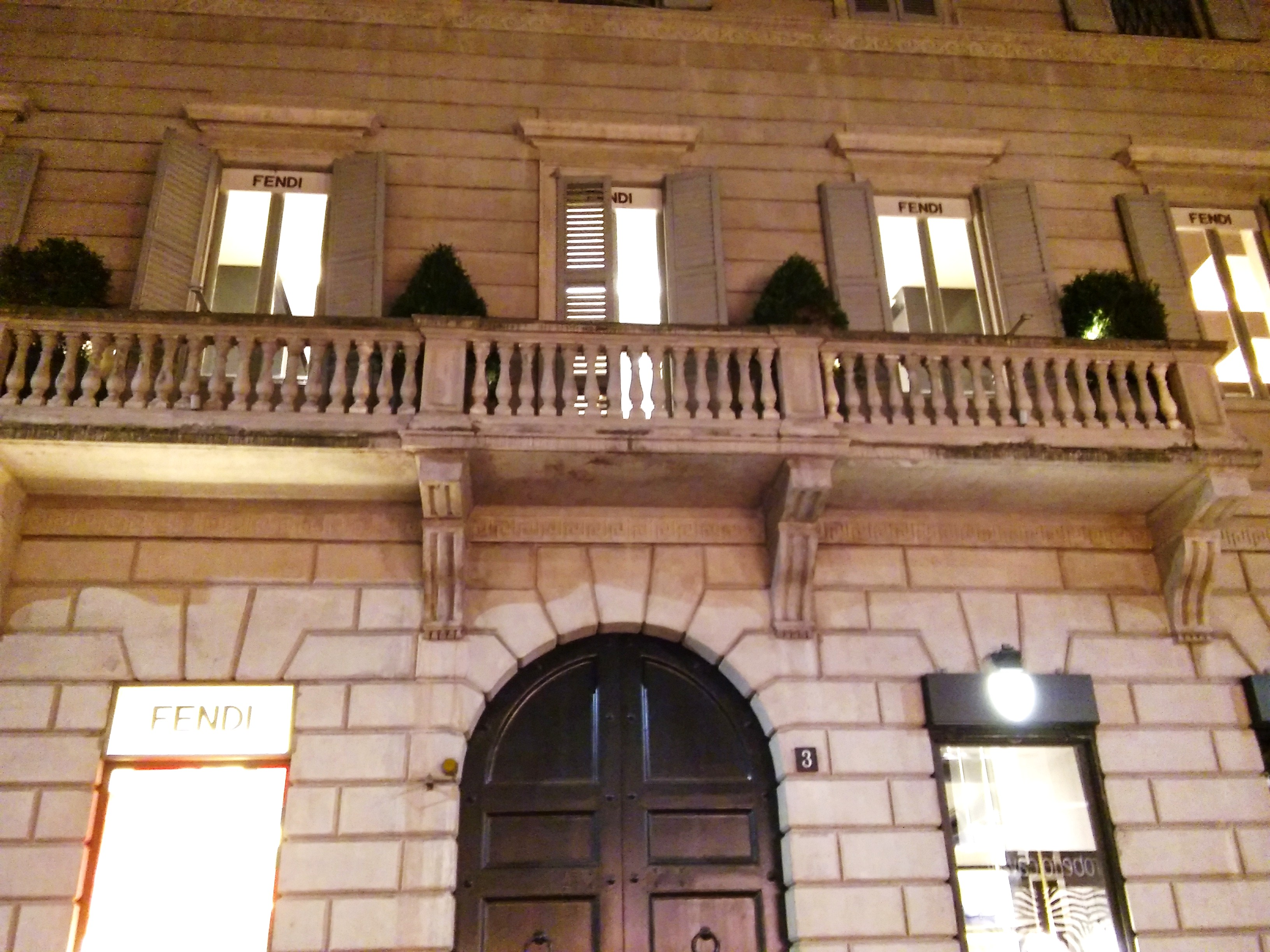
Façade du Palazzo Carcassola Grandi à Milan.
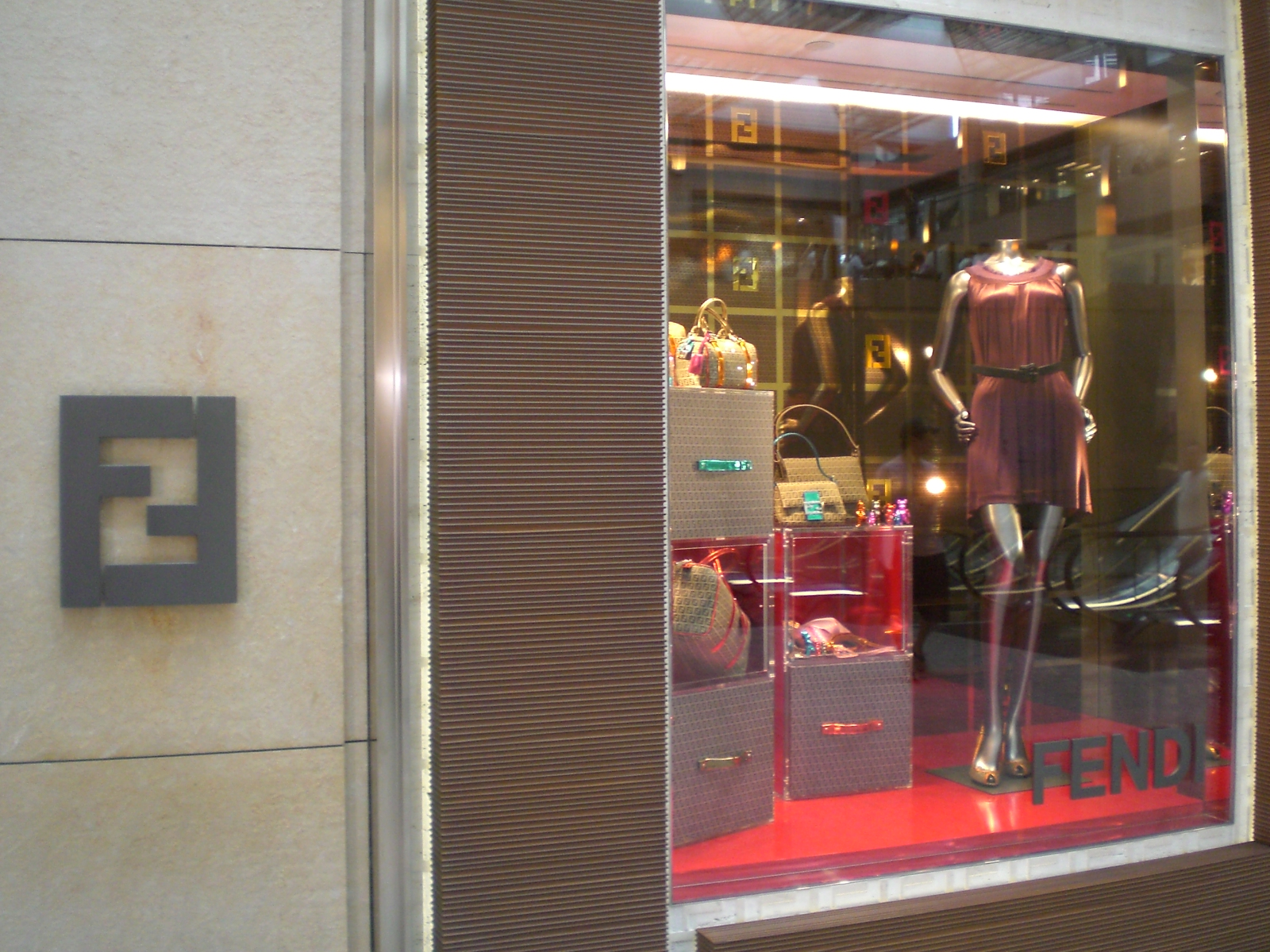
Fenêtres Fendi emblématiques de Hong Kong.
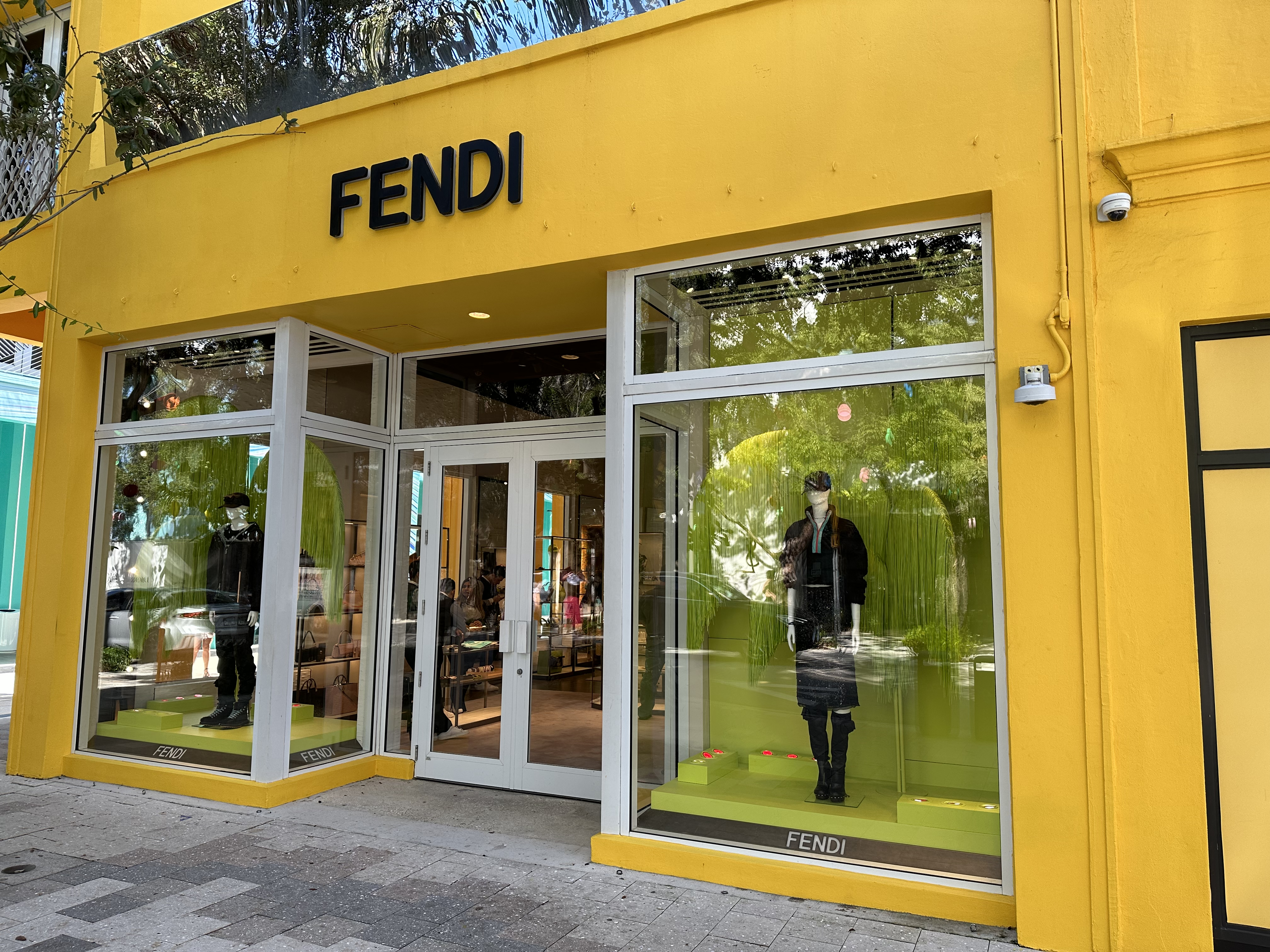
Quartier du design Fendi à Miami.